# Victoria Pelova
 (juin 2019).
Victoria Pelova (née le 3 juin 1999 à Delft, aux Pays-Bas, est une footballeuse néerlandaise évoluant au poste de milieu de terrain à Arsenal FC.

## Parcours

### En club
Le 6 janvier 2023, elle rejoint Arsenal FC.

### En sélection
En avril 2017, elle participe à la qualification des U-19 pour le Championnat d'Europe des U-19 2017 où les Pays-Bas vont jusqu'en demi-finale. Elle participe aux éliminatoires du Championnat d'Europe des U-19 2018 mais ne participe pas à la phase finale qui a lieu en Suisse. Au lieu de cela elle part en Bretagne participer à la Coupe du monde des U-20 2018 pour laquelle les Pays-Bas ont réussi à se qualifier pour la première fois.
Elle connait sa première sélection en équipe sénior en janvier 2018 lors d'un match contre l'Espagne.

## Palmarès en football

### Avec les Pays-Bas
- Championnat d'Europe U-19 2017 : demi-finaliste
- Coupe du monde féminine de football U-20 2018 : Quarts de finale
- Coupe du monde féminine de football 2019 : finaliste

### En club
Arsenal
- Vainqueur de la FA WSL Cup : 2024